# Tête de nœud
Tête de nœud (Let Go, Let Gov en VO) est le premier épisode de la dix-septième saison de la série télévisée d'animation américaine South Park et le 238e épisode de la série globale.

## Synopsis
Kyle s'énerve car Cartman a pris la mauvaise habitude d'imposer ses conversations téléphoniques aux autres en les mettant sur haut-parleur. Cartman l'accuse en retour de violer son intimité et commence à penser qu'il est un agent de la NSA. Quand Butters l'apprend, il commence à idolâtrer religieusement le gouvernement américain pour protéger ses proches.
Cartman s'abonne à un nouveau réseau social, Tête de nœud (Shitter en VO, parodiant Twitter), un appareil branché sur le cerveau qui permet d'envoyer ses pensées directement sur Internet sans utiliser de téléphone ou d'ordinateur. Les personnes proches entendent cependant parfaitement lesdites pensées. Pour le moment, le seul utilisateur de Tête de nœud est l'acteur Alec Baldwin, qui tient souvent des propos polémiques.
Cartman essaye de se faire engager par la NSA pour diffuser en temps réel sur le net les secrets de l'agence. De con côté, Butters se rend au service des permis de conduire, où il confesse ses péchés au guichet. Poussant d'autres à l'imiter, il transforme petit à petit l'endroit en temple dédié au gouvernement. Il est même visité par des témoins de Jéhovah, mais c'est lui qui les converti à sa foi avec son prosélytisme.
Cartman a été embauché à la NSA sous le nom de Bill Clinton. Il est vexé d'apprendre qu'il n'est pas considéré comme une menace assez crédible pour justifier une mise sur écoute, et pousse sans succès son chef à surveiller Eric Cartman en raison de sa "dangerosité". Le chef lui explique que le statut de chacun est déterminé par un ordinateur central, et que personne ne peut le modifier. Il s'agit en fait du Père Noël, retenu prisonnier et torturé par des câbles branchés à des machines. Cartman divulgue l'information sur Tête de nœud, mais il constate dépité que tout le monde se fiche de savoir ou pas s'il est espionné. Il retourne chez lui en pleurs, où il est rejoint et consolé par Butters, qui le pousse à rejoindre son église dédiée au gouvernement.

## Accueil critique
Max Nicholson du site IGN donne à l'épisode 6,7 sur 10, argumentant que « le début de Let Go, Let Gov propose les meilleures blagues de l'intrigue » et que « à mesure que l'arc narratif progresse, l'épisode vire de plus en plus sur le territoire moralisateur ».
Marcus Gilmer de The A.V. Club donne à l'épisode un C−, en prétextant que « au lieu d'atteindre une sorte de satire acerbe, il y a un enracinement dans la plaisanterie pas chère et facile ».